# Sarota turrialbensis
Espèce
Sarota turrialbensis est une espèce d'insectes lépidoptères (papillons) appartenant à la famille des Riodinidae et au genre Sarota.

## Taxonomie
Sarota turrialbensis a été décrit par l'entomologiste américain William Schaus en 1913 sous le nom de Charis turrialbensis.

### Nom vernaculaire
Sarota turrialbensis se nomme Turrialba Sarota en anglais, du nom de la localité du Costa Rica où il a été découvert.

## Description
Sarota turrialbensis est un papillon à l'apex et l'angle externe de l'aile antérieure angulaire et aux ailes postérieures porteuses chacune de deux queues. Son dessus est de couleur cuivré doré.
Le revers est orange avec une ligne submarginale argentée et une ornementation de lignes complètes ou non les unes argentées, les autres marron.

## Écologie et distribution
Sarota turrialbensis est présent au Costa Rica.

### Protection
Pas de statut de protection particulier.